# Pawel Pawlowitsch Pinigin

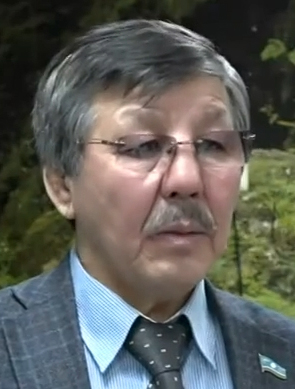
Pawel Pinigin (November 2016)

Pawel Pawlowitsch Pinigin (russisch Павел Павлович Пинигин; * 12. März 1953 in Dirin, Rajon Tschuraptscha, Jakutische ASSR) ist ein ehemaliger sowjetischer Ringer. 1976 wurde er Olympiasieger im freien Stil im Leichtgewicht.

## Werdegang
Pawel Pinigin, ein Jakute, begann bereits als Kind mit dem Ringen, das damals in Jakutien sehr populär war. Ab 1966 besuchte er eine Ringerschule in der Siedlung Tschuraptscha, die von dem in der Nähe wohnenden Russischlehrer Dmitri Petrowitsch Korkin gegründet worden war. Das Training fand anfangs unter sehr einfachen Bedingungen statt. Später wurde Pinigin von Talentsuchern entdeckt und zum zentralen Sportklub der Armee in Kiew (ZSKA Minsk) delegiert. Dort entwickelte er sich bei den Trainern Dimitri Gorkin und Georgi Barakow zu einem Weltklasseringer im freien Stil. Im Juniorenbereich trat er noch nicht besonders in Erscheinung. Im Jahre 1975 gewann er dann bei großen Freistil-Turnier in Tiflis im Leichtgewicht vor der versammelten sowjetischen und Teilen der internationalen Elite.
Pawel Pinigin wurde daraufhin bei der Europameisterschaft 1975 in Ludwigshafen am Rhein, allerdings im Weltergewicht, eingesetzt. Als weitgehend unbekannter Ringer feierte er dort insgesamt sieben Siege und besiegte u. a. die Weltklasseathleten Jan Karlsson aus Schweden, Fred Hempel aus der DDR, Dan Karabín aus der Tschechoslowakei und Adolf Seger aus der BRD. Der Gewinn des EM-Titels war ihm deshalb nicht zu nehmen. Auch bei der Weltmeisterschaft des gleichen Jahres in Minsk gelangen Pawel Pinigin sieben Siege in Folge, dieses Mal allerdings im Leichtgewicht, seiner angestammten Gewichtsklasse. Er besiegte dort u. a. Ismail Juszeinow aus Bulgarien, Tsedendambyn Natsagdordsch aus der Mongolei und Lloyd Keaser aus den Vereinigten Staaten.
Nach dem Gewinn dieses WM-Titels galt Pawel Pinigin bei den Olympischen Spielen 1976 in Montreal als hoher Favorit. Er wurde in Montreal mit fünf Siegen auch Olympiasieger, hatte jedoch diesen Sieg dem US-Amerikaner Lloyd Keaser zu verdanken, der den Japaner Yasaburo Sugawara besiegte, der vorher sensationell gegen Pawel Pinigin gewonnen hatte.
Das Glück des Tüchtigen hatte Pawel Pinigin auch bei der Weltmeisterschaft 1977 in Lausanne. Er gewann dort zwar sechs Kämpfe, wurde aber im Kampf gegen Dsewegiin Oidow aus der Mongolei gemeinsam mit diesem wegen Passivität disqualifiziert. Während Oidow deshalb vorzeitig ausscheiden musste, blieb Pinigin trotz der 4 Fehlpunkte, mit denen er durch die Disqualifikation belastet wurde, im Wettbewerb und wurde durch einen Sieg im Finale über Šaban Sejdi aus Jugoslawien zum zweiten Male Weltmeister.
Diesen Weltmeistertitel im Leichtgewicht verteidigte Pawel Pinigin bei der Weltmeisterschaft 1978 in Mexiko-Stadt erfolgreich. Er gewann dort alle sechs Kämpfe, die er zu bestreiten hatte. Er siegte dabei u. a. gegen den deutschen Meister Gerhard Sattel, gegen James Humphrey aus den USA und gegen Iwan Jankow aus Bulgarien.
Pawel Pinigin musste 1978 und 1979 in der Sowjetunion erleben, dass er nicht unschlagbar ist. Bei der UdSSR-Meisterschaft 1978 verlor er nämlich im Leichtgewicht gegen Jussupow und belegte nur den 2. Platz und auch bei der Völker-Spartakiade 1979 musste er eine Niederlage einstecken, diesmal von Michail Tscharatschura.
Trotzdem erhielt Pawel Pinigin vom sowjetischen Ringerverband bei den Olympischen Spielen 1980 in Moskau die Chance seinen zweiten Olympiasieg im Weltergewicht einzufahren. Es kam aber nicht dazu, denn er wurde zunächst im Kampf gegen den Mongolen Dschamtsyn Dawaadschaw gemeinsam mit diesem wegen Passivität disqualifiziert und unterlag dann sogar noch dem Bulgaren Walentin Rajtschew, womit er nur auf dem 4. Platz landete und ohne Medaille blieb.
Danach startete Pawel Pinigin bei keinen internationalen Meisterschaften mehr. Er arbeitet heute als Trainer in Kiew und veranstaltet dort, oft gemeinsam mit Sergej Beloglasow, Ringerseminare für Anfänger und Fortgeschrittene. Für seine Verdienste um den Ringersport wurde er im September 2014 in die FILA International Wrestling Hall of Fame aufgenommen.

## Internationale Erfolge
(OS = Olympische Spiele, WM = Weltmeisterschaft, EM = Europameisterschaft, F = freier Stil, Le = Leichtgewicht, We = Weltergewicht, damals bis 68 kg u.74 kg Körpergewicht)
- 1975, 1. Platz, Pokal von Georgien in Tiflis, F, Le, vor Michail Tscharatschura, Muslan Abdulmuslimow u. Badalow, alle UdSSR u. Naschew, Bulgarien;
- 1975, 1. Platz, EM in Ludwigshafen am Rhein, F, We, mit Siegen über Jan Karlsson, Schweden, Servet Aydemir, Türkei, Giuseppe Spagnoli, Italien, Fred Hempel, DDR, Nikifor Kuzmanow, Bulgarien, Dan Karabín, Tschechoslowakei u. Adolf Seger, Bundesrepublik Deutschland;
- 1975, 1. Platz, WM in Minsk, F, Le, mit Siegen über Petrone Androne, Rumänien, Joseph Gilligan, Vereinigtes Königreich, Mehmet Sarı, Türkei, Lloyd Keaser, Vereinigte Staaten, Tsedendambyn Natsagdordsch, Mongolei, Ismail Juszeinow, Bulgarien u. Yasuburo Sugewara, Japan;
- 1976, 1. Platz, World Cup in Toledo/USA, F, Le, vor Eugene Lee Davis, Vereinigte Staaten, Mohammed Khorami, Iran u. Clive Llewellyn, Kanada;
- 1976, Goldmedaille, OS in Montreal, F, Le, mit Siegen über Šaban Sejdi, Jugoslawien, Mehmet Sarı, Rami Miron, Israel, Lloyd Keaser, Vereinigte Staaten u. Tsedendambyn Natsagdordsch, Mongolei u. trotz einer Niederlage gegen Yasaburo Sugewara;
- 1977, 1. Platz, World Cup in Toledo/USA, Fe, Le, vor Chuck Yagla, Vereinigte Staaten, Tsunehiro Takahashi, Japan u. Nat Berganti, Kanada;
- 1977, 1. Platz, WM in Lausanne, F, Le, mit Siegen über Ricardo Niccolini, Italien, Ali Deghani, Iran, Hans Zbinden, Schweiz, Lajos Sandor, Ungarn, Ko Jin Won, Nordkorea u. Šaban Sejdi; im Kampf Pinigin gegen Dsewegiin Oidow, Mongolei, wurden beide Ringer wegen Passivität disqualifiziert;
- 1978, 1. Platz, WM in Mexiko-Stadt, F, Le, mit Siegen über Akira Miyahara, Japan, Gerhard Sattel, Bundesrepublik Deutschland, José Ramos, Kuba, James Humphrey, Vereinigte Staaten, Lajos Sandor u. Iwan Jankow, Bulgarien;
- 1979, 1. Platz, Großer Preis der Bundesrepublik Deutschland in Freiburg im Breisgau, F, Le, vor Taram Magomedow, UdSSR, Siegfried Otto u. Herbert Sutter, bde. Bundesrepublik Deutschland, Siegfried Lippke, DDR u. Stanislaw Chilinski, Polen;
- 1980, 1. Platz, Großer Preis der Bundesrepublik Deutschland in Freiburg, F, Le, vor Marc Mongeon, Kanada, Istvan Feher, Ungarn, Ryszard Ścigalski, Polen u. Kiro Ristow, Jugoslawien;
- 1980, 4. Platz, OS in Moskau, F, We, mit Siegen über Rudolf Marro, Schweiz, Fitzlloyd Walker, Vereinigtes Königreich, Ryszard Ścigalski und Dan Karabín u. einer Niederlage gegen Walentin Rajtschew, Bulgarien; im Kampf Pinigin gegen Dschamtsyn Dawaadschaw, Mongolei, wurden beide Ringer wegen Passivität disqualifiziert